# Лузерна
Лузерна (порт. Luzerna) — муниципалитет в Бразилии, входит в штат Санта-Катарина. Составная часть мезорегиона Запад штата Санта-Катарина. Находится в составе крупной городской агломерации . Входит в экономико-статистический микрорегион Жоасаба. Население составляет 5755 человек на 2006 год. Занимает площадь 116,832 км². Плотность населения — 49,3 чел./км².

## История
Город основан 29 декабря 1995 года.

## Статистика
- Валовой внутренний продукт на 2003 составляет 59.357.949,00 реалов (данные: Бразильский институт географии и статистики).
- Валовой внутренний продукт на душу населения на 2003 составляет 10.466,93 реалов (данные: Бразильский институт географии и статистики).
- Индекс развития человеческого потенциала на 2000 составляет 0,855 (данные: Программа развития ООН).